# Alexander Acha
Raúl Alexander Acha Alemán (Cidade do México, 25 de janeiro de 1985) é um cantor e compositor mexicano vencedor do Grammy Latino.

## Vida Pessoal
Filho do cantor pop mexicano Emmanuel, Alexander Acha também é pianista e ex-aluno da Berklee College of Music. Ele nasceu de uma mãe americana, Madison Anne Johnson, que ensinou piano e outros instrumentos a Alexander. Ele foi criado como católico romano e ainda vai à missa.[1] Seu álbum de estreia Voy (2008) alcançou o status de ouro em seu país natal, com Te Amo sendo seu primeiro single.[2] Em 5 de novembro de 2009, ele ganhou o Grammy Latino de Melhor Novo Artista.

## Discografia

### Álbuns
- Voy (2008)[2]
- La vida es... (2011)
- Claroscuro (2014)
- Luz (2018)

• Las Italianas (2020)